# 維也納 (紐約州)
維也納（英語：Vienna）是一個位於美國紐約州奧奈達縣的鎮。

## 人口
根據2020年美國人口普查的數據，維也納的面積為246.26平方千米，當中陸地面積為159.15平方千米，而水域面積為87.11平方千米。當地共有人口5260人，而人口密度為每平方千米21人。